# Vattenpolo vid världsmästerskapen i simsport 2025
Vattenpolo vid världsmästerskapen i simsport 2025 avgjordes mellan den 11 och 24 juli 2025 i OCBC Aquatic Centre i Singapore. Tävlingen bestod av en turnering för herrar och en turnering för damer.

## Kval
Totalt 16 lag kvalificerade sig till vardera turnering.

### Herrar
| Tävling                          | Datum                            | Värd             | Platser | Kvalificerade                   |
| -------------------------------- | -------------------------------- | ---------------- | ------- | ------------------------------- |
| Värdnation                       | —                                | —                | 1       | Singapore                       |
| Olympiska sommarspelen 2024      | 28 juli – 11 augusti 2024        | Paris            | 3       | Kroatien · Serbien · USA        |
| World Cup 2025                   | 18 december 2024 – 13 april 2025 | Podgorica        | 3       | Ungern · Grekland · Spanien     |
| Asiatiska mästerskapen 2025      | 25 februari – 2 mars 2025        | Zhaoqing         | 2       | Kina · Japan                    |
| Panamerikanska mästerskapen 2024 | 20–26 november 2024              | Ibagué           | 2       | Brasilien · Kanada              |
| Europamästerskapet 2024          | 4–16 januari 2024                | Dubrovnik/Zagreb | 3       | Italien · Montenegro · Rumänien |
| Afrikas val                      | —                                | —                | 1       | Sydafrika                       |
| Oceaniskt kval                   | 17–22 april 2025                 | Perth            | 1       | Australien                      |
| Totalt                           |                                  |                  | 16      |                                 |

### Damer
| Tävling                          | Datum                            | Värd      | Platser | Kvalificerade                         |
| -------------------------------- | -------------------------------- | --------- | ------- | ------------------------------------- |
| Värdnation                       | —                                | —         | 1       | Singapore                             |
| Olympiska sommarspelen 2024      | 27 juli – 10 augusti 2024        | Paris     | 3       | Spanien · Australien · Nederländerna  |
| World Cup 2025                   | 14 december 2024 – 20 april 2025 | Chengdu   | 3       | Grekland · Ungern · Italien           |
| Asiatiska mästerskapen 2025      | 25 februari – 2 mars 2025        | Zhaoqing  | 2       | Kina · Japan                          |
| Panamerikanska mästerskapen 2024 | 20–25 november 2024              | Ibagué    | 2       | Argentina · USA                       |
| Europamästerskapet 2024          | 5–13 januari 2024                | Eindhoven | 3       | Kroatien · Frankrike · Storbritannien |
| Afrikas val                      | —                                | —         | 1       | Sydafrika                             |
| Oceaniens val                    | —                                | —         | 1       | Nya Zeeland                           |
| Totalt                           |                                  |           | 16      |                                       |

## Medaljörer
| Gren               | Guld     | Silver | Brons    |
| Herrar Detaljer... | Spanien  | Ungern | Grekland |
| Damer Detaljer...  | Grekland | Ungern | Spanien  |

## Medaljtabell
*   Värdland ( Singapore)
| Nr                  | Nation              | Guld | Silver | Brons | Totalt |
| ------------------- | ------------------- | ---- | ------ | ----- | ------ |
| 1                   | Grekland            | 1    | 0      | 1     | 2      |
| 1                   | Spanien             | 1    | 0      | 1     | 2      |
| 3                   | Ungern              | 0    | 2      | 0     | 2      |
| Totalt (3 nationer) | Totalt (3 nationer) | 2    | 2      | 2     | 6      |